# Neotermes larseni
Neotermes larseni är en termitart som först beskrevs av Light 1935.  Neotermes larseni ingår i släktet Neotermes och familjen Kalotermitidae. Inga underarter finns listade i Catalogue of Life.